# Siegfried IV d'Algertshausen
Siegfried IV d'Algertshausen (également d'Algishausen) (mort le 26 juin 1288 à Augsbourg) est le 40e évêque d'Augsbourg de 1286 à sa mort.

## Famille
Il est issu de la famille de ministériels, les seigneurs d'Algishausen (aujourd'hui Algertshausen). Son arrière-grand-père et son grand-père furent burgraves d'Augsbourg.

## Biographie
On sait peu de choses sur la vie de Siegfried avant sa consécration comme évêque. Ancien élève de l'école de la cathédrale d'Augsbourg, il assume la charge de chanoine de la cathédrale au plus tôt à partir de 1255. En 1263, Siegfried est nommé archidiacre et il apparaît comme prévôt de Buxheim à partir de 1269.
En juillet 1286, Siegfried est choisi pour succéder à l'évêque Hartmann de Dillingen, mort le 5 du mois. Il reçoit ensuite son ordination épiscopale lors du concile national allemand de Wurtzbourg en mars 1287. Il aurait tenu un synode en mai 1287. Il a un bref épiscopat, l'évêque, où il est décrit comme charitable et généreux, il meurt le 26 juin 1288. Il est enterré dans la cathédrale d'Augsbourg devant l'autel principal.
Peu de temps avant sa mort, il lègue ses biens, notamment le château de Pfersee (de) et le moulin Pflader (de), à l'évêché d'Augsbourg. Il laisse aussi plusieurs maisons et fermes au chapitre de la cathédrale, dont l'ancienne maison du burgrave.